# Pierre Bayen
Pierre Bayen (Châlons-en-Champagne, 7 febbraio 1725 – Parigi, 15 febbraio 1798) è stato un chimico e farmacista francese.

## Biografia
Era il più giovane dei sette figli, dopo la morte dei suoi genitori, la sua sorella maggiore si prese cura di lui, studiò presso il Collegio di Troyes, mentre nelle vacanze estive si occupò di agricoltura. Il mistero di un banale coltello acidato da un compagno ha fatto si l'interesse di Pierre, per la chimica e la farmacia. Continuò i suoi studi nel 1749 nella nota farmacia di Charas a Parigi.
Divenne allievo presso Rouelle, Bayen, su richiesta del governo, e fu incaricato insieme al suo collega Venel, di una ricerca sulla composizione delle acque minerali di Francia. Ma la mancanza del tempo, gli impedisce di non poterle analizzare le acque, perché nel 1756, il suo collega Venel venne nominato professore a Montpellier e Bayen, in seguito l'esercito del maresciallo Richelieu diede guerra agli inglesi a Minorca, così scoppiò la guerra dei sette anni. Si arruolò nell'esercito tedesco per riorganizzare i vari servizi sanitari. Lì incontrò per la prima volta Antoine Parmentier.
È diventato membro dell'Accademia francese delle scienze nel 1785 e dell'Institut de France nel 1795. Ha bruciato tutti i suoi ducumenti durante il Regime del Terrore (1793-1794).
Il Lycée Pierre Bayen a Chalons è stato chiamato in sua memoria.